# Parkeermeterfraude in Luik
Een Parkeermeterfraude kwam in 1987 in Luik aan het licht.

## Parkeermeters
In 1987 was de Franse groep Compagnie Générale des Eaux in Luik neergestreken. De lobbyist baron Benoît de Bonvoisin had de directie in contact gebracht met de 'patron' van het Luikse, André Cools.
In 1988 werd een dochtermaatschappij opgericht, de CGEur, waar kolonel Jean Dubois, rechterhand van Cools, bestuurder van werd. De maatschappij kon de firma Oscar Rauwens, die een bestelling binnen had voor de levering en installatie van parkeermeters in Luik ervan overtuigen om als zijn onderaannemer hiervoor op te treden, met akkoord van het stadsbestuur. Een 'Société wallonne de gestion du stationnement' werd opgericht om de parkeermeters uit te baten. Als beloning hiervoor kreeg de Luikse burgemeester Edouard Close 1 miljoen Belgische frank cadeau. Dit smeergeld kwam via de liberale CGEur directeur Georges Goldinne terecht bij Jules Verbinnen, een vertrouweling van Close.

## Straatmeubilair
De parkeermeters bleven niet het enige dossier. Het bleek dat ook de Franse firma van straatmeubilair Decaux de burgemeester had overladen met 'geschenken' in functie van het leveren van allerhande meubilair.
Ook de firma City Advertising, die voor de publiciteit instond op de bushuisjes, panelen met straatplannen enz., deelde mild omslagen met inhoud uit.

## Veroordelingen
Nadat de fraudes werden ontdekt, begon een gerechtelijk onderzoek dat leidde tot een proces dat plaatsvond in april 1992. De 'kroongetuige' Verbinnen was drie maanden eerder omgekomen in een verdacht auto-ongeval. André Cools was in 1991 vermoord. Close was geen burgemeester meer. Hij werd veroordeeld tot tien maanden en het terugbetalen van het miljoen aan het OCMW voor wat betreft de parkeermeters en tot achttien maanden in de zaak van het straatmeubilair. Goldinne kreeg acht maanden. De celstraffen waren voorwaardelijk.
Ook de verantwoordelijken van de firma's die actief corruptie hadden bedreven of schriftvervalsing hadden gepleegd, werden zwaar veroordeeld.
De Bonvoisin ontsnapte aan veroordeling.
Deze zaken  deden in het land heel wat stof opwaaien. Ze voegden zich bij andere recente affaires, zoals het Agustaschandaal, de UNIOP-affaire en de moord op André Cools. Het leek wel alsof Luik een maffiastad was geworden. De heftige persoonlijke tegenstellingen binnen de socialistische meerderheidsgroep speelden hierin eveneens een rol.